# 罗什 (卢瓦尔省)
罗什（法語：Roche，法語發音：[ʁɔʃ] ⓘ）是法国卢瓦尔省的一个市镇，位于该省西部，和多姆山省接壤，属于蒙布里松区。

## 地理
罗什（45°36'52"N, 3°56'43"E）面积23.33 平方千米，位于法国奥弗涅-罗讷-阿尔卑斯大区卢瓦尔省，该省份为法国中南部省份，北起顺时针与索恩-卢瓦尔省、罗讷省、伊泽尔省、阿尔代什省、上盧瓦爾省、多姆山省和阿列省接壤。
与罗什接壤的市镇（或旧市镇、城区）包括：圣昂泰姆、沙泰尔讷夫、埃塞蒂讷-昂沙泰尔讷夫、莱里尼厄、圣博内勒库罗。

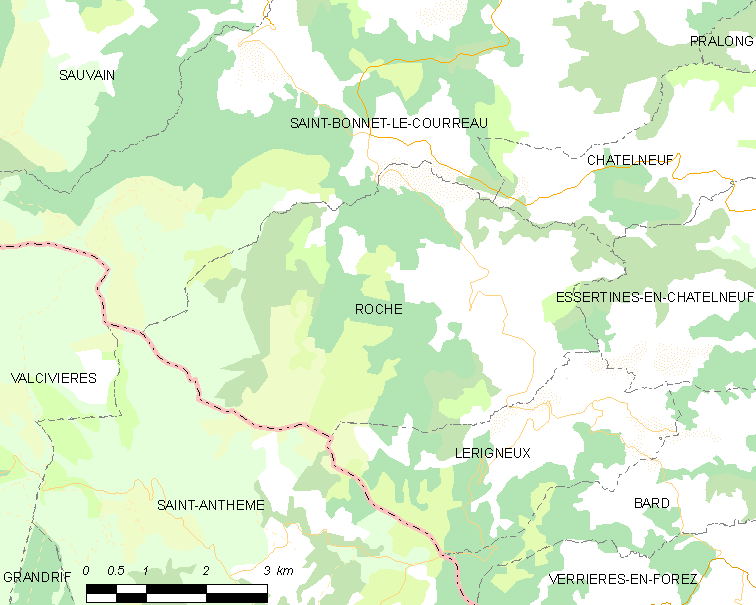
的OSM定位图

罗什的时区为UTC+01:00、UTC+02:00（夏令时）。

## 行政
罗什的邮政编码为42600，INSEE市镇编码为42188。

## 政治
罗什所属的省级选区为蒙布里松县。

## 人口

1962-2008年间人口变化图示

罗什于2022年1月1日时的人口数量为252人。

## 交通
卢瓦尔省省道D44线和D44.2线在境内交汇。